# Dawes-Nationalpark
Der Dawes-Nationalpark (englisch Dawes National Park) ist ein 46,3 Quadratkilometer großer Nationalpark  in Queensland, Australien.

## Lage
Der Park befindet sich 75 Kilometer südlich von Gladstone und 40 Kilometer nordöstlich von Monto. Es gibt weder Zufahrtsstraßen noch Besuchereinrichtungen.
In der Nachbarschaft liegen die Nationalparks Wietalaba, Bulburin und Cania Gorge.

## Name
Der Name des Parks ist abgeleitet von der Dawes Range, eine Bergkette, deren höchste Erhebung mit 916 Meter im Norden des Nationalparks liegt.